# Prunus clarofolia
Prunus clarofolia — вид квіткових рослин із підродини мигдалевих (Amygdaloideae).

## Біоморфологічна характеристика
Це листопадний кущ чи дерево; може виростати від 2.5 до 20 метрів заввишки з діаметром стовбура понад 30 см.

## Поширення, екологія
Ареал: центральний, південний і східний Китай. Населяє ліси або хащі на гірських схилах; на висотах від 600 до 3600 метрів.

## Використання
Рослина збирається з дикої природи для місцевого використання в якості їжі. Вирощується як декоративна рослина в садах. Плоди вживають сирими чи приготовленими. З листя можна отримати зелений барвник. З плодів можна отримати барвник від темно-сірого до зеленого.